# Gernot Minke
Pour les articles homonymes, voir Minke.
Gernot Minke, né le 8 avril 1937 à Rostock (Allemagne), est un architecte allemand.

## Biographie
Aussi professeur d'université, Gernot Minke a publié de nombreux ouvrages et publications sur la construction en terre-argile, la construction écologique (écoconstruction ou construction durable) et le logement à faible coût.
En 2017, Gernot Minkea fait partie des artistes sélectionnés pour l'exposition documenta 14 à Cassel.